# 山田康雄
山田 康雄（やまだ やすお、1932年〈昭和7年〉9月10日 - 1995年〈平成7年〉3月19日）は、日本の俳優、声優、司会者。テアトル・エコーに所属していた。長男は演芸作家の山田浩康。
代表作に、ルパン三世の声（初代）や、クリント・イーストウッド、ジャン・ポール・ベルモンドの吹き替えがある。

## 生涯

### 生い立ち
東京府東京市大森区（現：東京都大田区）南雪谷に生まれる。役人の家系であり、父親は日本銀行に勤務していたが3歳の頃に死別している。小学生時は第二次世界大戦の影響で、静岡県の畑毛温泉に集団疎開した。
1945年、東京都立第一中学校に進学。新学制度のため途中で東京都立日比谷高等学校となり、卒業まで5年間在籍する。在学中は野球部に所属し熱中する一方で、授業をサボってまで映画館に通うほど映画も好んでいた。そんなある日、コメディ映画『虹を掴む男』でのダニー・ケイのコミカルな演技にひかれ、「人を楽しませるようなコメディを演じられる喜劇役者になりたい」という憧れを抱いた。
大学受験の際、本人曰く「六大学野球内でレベルが低く、唯一レギュラーを取れそうな大学」として、東京大学を受験するも失敗。ただし、卒業時の成績は71位だったということであり、あながち無謀な挑戦というわけでもなかった。

### キャリア
早稲田大学第一文学部英文科入学後に、学生劇団である自由舞台に入団。役者としての一歩を踏み出した。
1953年、難関とされる劇団民藝の試験に合格。大学を中退し、研究生として入団する。しかし、自分のやりたいコメディができず厳しい基礎練習ばかりの毎日に耐えられず1年で退団、フリーとなる。入団中は、稽古に参加せずサボってばかりいたため「サボリーマン」という二つ名が付く一方、劇団内のアマチュア野球の試合だけはきっちり出ていたという。
フリー転身後はすることがなくて困っていたが、大学時代の先輩から誘いを受けたことで小規模の演劇グループに加入し、ラジオやテレビに出演するようになる。1958年3月、それまで何度か共演していた熊倉一雄に誘われ劇団テアトル・エコーに入団、8月に『男の中の男』の広口役で初舞台を踏んだ。
同年、海外ドラマ『ヒッチコック劇場』の「オレゴンの靴」という回で主演である犯人役の吹き替えを依頼される。しかし、浅いキャリアで舞台の主役どころをすぐにつかんでいた山田は慢心して収録に臨んだ結果、リハーサル中に5・6回のNGを出してしまい、最終的にその役を降板させられる。監督からは「主役なのに普通のチンピラのよう」などと演技面で酷評され、山田はこの時、悔しい思いをすると同時に今までの自分の考えは非常に甘かったと反省。その日からは心機一転し、原点に戻って芝居の稽古を続けた。
1959年、海外ドラマ『ローハイド』においてクリント・イーストウッド演じるロディの吹き替えにオーディションで抜擢（）され声優デビュー。同作のヒットにより「クリント・イーストウッドの吹き替えは山田康雄」と世間から認知されるほど有名になる。
テアトル・エコーでは看板俳優として活躍。特に、1969年以降は『日本人のへそ』『表裏源内蛙合戦』など井上ひさしによる多数の書き下ろし作品で主役や準主役を多くつとめた。トレードマークとなった独特の髪型は、井上の『11匹のネコ』初演のためのもので、以後そのままになったという。
吹き替えでは、クリント・イーストウッドの他にジャン＝ポール・ベルモンドも担当。アニメでは、1971年にルパン三世役に起用されて以降、亡くなるまで約23年半演じる代表作となり、自身のライフワークとなった。また、『お笑いスター誕生!!』の司会などテレビタレントとしても活躍していた。
1980年代からはテレビタレントやナレーターとしての仕事が増加し、ナレーション以外の声優業は持ち役の再演や単発のものが多くなる。アニメ出演に関しては、ルパンのイメージが定着してオファーが減少したことを機に、本人も「アニメはルパンだけ」と決めていたといい、新規のオファーは基本的に辞退するようになったという。舞台活動は1978年の『ホーム・ドラマ』から離れており、後年には復帰意欲をみせたものの、結果的にこれが最後の出演となった（声の出演を含めると、1984年の『サンシャイン・ボーイズ』が最後であった）。

### 死去
1993年春、低カリウム血症により歩行困難になったため一時入院する。この頃から体調が悪化し、収録は椅子に座って行うことが増えた。また、自身の死期を悟っているような言動をとることがあった（後述）ほか、便箋に「ハヤイ ハナシガ イショ（早い話が遺書）」と家族へ感謝を述べた文章を綴り、自宅の机にしまったりしていた。
1995年2月17日午後3時30分、脳出血のため自宅で倒れ、東京都立荏原病院に搬送される。意識不明の入院状態が続き、医師は「予断を許さない」と診断。家族は毎日看病に通い詰めたが、3月18日夜に引き揚げた後に容体が急変、3月19日午前6時35分死去。62歳没。
山田の死を受け、3月20日には日本テレビは朝のワイド番組の内容を変更して『追悼特別企画 ルパン三世の山田康雄さん逝く』を放送。3月31日には追悼企画として『ルパン三世 バイバイ・リバティー・危機一発!』を再放送した。そのほか、各テレビ局でも朝のニュース番組などで追悼特集が組まれたが、同日に地下鉄サリン事件が発生。すぐにそちらを報道する編成に変更されたため、その訃報が大きく報じられることはなかった。
葬儀・告別式は3月23日に執り行われ、遺骨は多磨霊園に納められた。5月30日にはテアトル・エコー劇場で「山田康雄をしのぶ会」が行われた。

## 特色
声種はハイバリトン。
声質について、過去には専門家から「悪声」と評されており、自身も「チンチクリンな声、常にフィルターのかかってるような声」と評していた。そのため、声優としては「多少リズミカルで歯切れがよく、ほんの少し爽やかさがある」部分をセールスポイントにしていたという。
演じる役柄は大きく二分すると、陰影のある異常性格の役、ひょうひょうとしてとぼけた役が多かった。また、生粋の東京人である本人の性格も相まって、アウトローなどしゃれた一面を持つ個人主義者の役も得意としていたという。

## 人物
生前に「笑いとばして しゃれのめして 生きたいね。」という言葉を残している。
明るく陽気な性格で、日頃からジョークや皮肉を飛ばしては相手を笑わせていたという。その反面、本業である役者や声優業に携わる同業者に対しては厳格であった（後述）。
シャイで生真面目な一面もあり、バラエティ番組や雑誌などのインタビューでは、はにかみながらも芸や仕事に対する自身の持論や一家言を忌憚なく述べる様子が見受けられた。
彼の神経質な性格を表す逸話として、長らく共演した小林清志は、吹き替えの現場で初めて山田と会った際、出番の直前になると必ずマイクが拾わない程度のせき払いを繰り返す山田を見たことから、第一印象は「神経質な青年」だったと後に語っている。
物事に対して斜に構える面があった一方で、いざと言う時に見せる優しさや細やかな心遣いは一流であったという。
趣味は野球とゴルフ。野球では、高校時代に城南地区代表として選手権に出場した他、1953年から鶴田浩二主催のチーム「鶴田ヤンガーズ」で活躍。東京都の軟式大会で優勝し、国体にも出場している。ゴルフは、1976年頃に戸部信一の勧めで始めたのがきっかけで、晩年まで熱中していた。
また、アメリカンフットボールの観戦も好きで、相手の「こう来るだろう」と思う裏をかいて読み合い、まさかと思った所へボールを入れる様子が、役者が芝居で観客を錯覚させる感覚と似ているため面白かったという。
特技はジャズピアノ。ナット・キング・コールの「トゥー・ヤング」等の洋楽を弾いていたという。また、もう一つの特技として英語に堪能であり、海外に住む親しい友人も多かった。
姉がいた。1965年に結婚し、一女一男をもうけている。
晩年は「ポケ」という名前の白猫を飼っており、とてもかわいがっていたという。
好きな言葉は、「強いて言えば“自由”」と答えている。

## エピソード
自由に生きたいため「信念を持たないこと」が自身のモットーで、「そんなにいつまで生きられるかわかんないのにさ。信念なんか持ってて、大上段に振りかぶるなんてのはだいっきらいなんだ」と発言している。
将来は「不良老年」になりたいとよく言っており、老いても父兄のようにならず、いつも男女の危険をはらんだ感じで若い女性と手をつないで歩くのが夢だと語っている。一方で「結局はあしながおじさんで終わったりしてね」とも語っていた。
自己主張の強い性格であった。これについて「オレだってガキじゃないんだ。ファンの人に喜ばれるような優等生的発言ぐらいできるさ。でもそればっかりしていたら息苦しくなって、結局はオレ自身がつぶれちゃうんだ」「世の中って、いろんな考え方の人が集まって成り立ってるんだ。それでいいんだよナ。全員が同じ考え方になったら危険だ。ファッショへの行進がはじまる」という考えから「オレはヒトサマがどんな考え方をしようが干渉はしない。それが自分の自由を守るための絶対条件だからだ」と述べている。なおこの性格について、小林清志は後に「『お笑いスター誕生!!』で司会を務めて、山田を慕う人物が増えた頃から顕著になった」としている。
演じる作品のジャンルは、所属するテアトル・エコーの特色でもある喜劇を好んでいた。本人曰く「何の足しにもならないバカバカしいことを一生懸命やるってのがたまらなく好きなんだよナ」とのこと。
本人曰く「働くのは嫌い」で、役者を目指したのも「朝寝坊ができると思ったから」という。また、「やりたくない物は無理をしてやることはない」という考えを持っていたため、そのような仕事は（生活に困らない限り）基本的に断っていた。
小学生の頃に第二次世界大戦を経験。集団疎開先の静岡県伊豆市で焚き木拾いのため雑木林に行った際に、B-29の奇襲を受けたことがある。機関銃による銃弾の雨の中を無我夢中で逃げ回り、九死に一生を得たという。1970年代のインタビューでは、少年時代の思い出で一番に浮かぶ出来事としており「マブタにくっきり焼き付いている」「あの時の恐怖とスリルは格別。今でも夢に見るくらいです」と語っていた。
1984年、ナレーションとして声の出演をしたテアトル・エコーの舞台『サンシャイン・ボーイズ』が文化庁芸術祭優秀賞を受賞した。これに対して「俺達はいつからお上に尻尾をふる劇団になったんだ」「今後、俺のナレーションは絶対に使わせない」と激怒した。熊倉の「康よぅ、そんなに怒るなよぅ。洒落だよ洒落」となだめる電話で「シャレじゃぁしょうがねえや」と怒りを収めたといい、山田没後の再演ではこのナレーションが再び使用された。
国産のアニメーションについては「生身の役者に絶対できないギャグや飛躍などができる素晴らしい魅力的な世界」と語る一方、歯に衣着せぬ評論をすることで有名だった。特にSFアニメには、少年期の戦争体験から「正義のためだとか言っているけど、やっていることは要するに戦争」と、強い嫌悪感を示していた。ただし、数少ない山田のレギュラーだったSFアニメ『宇宙の騎士テッカマン』のアンドロー梅田役は、事前に作品の設定を聞き「単なる勧善懲悪ではない」ことに納得して出演している。アニメブームについては「ブームになれば製作本数が増える。本数がふえりゃ優秀なスタッフが分散する。分散すれば質的にレベルは低下する。質的に補充しようったって、才能というのはそんな簡単に育つものじゃない」と語っていた。

### 仕事に対する姿勢
役者としてのプライドから同業者に厳しい面もあり、自身も常にひたむきな姿勢で演技に取り組んでいた。増山江威子は山田の姿勢や発言について、「良い作品を作るための主張であり、我が儘や闇雲に言っていたわけではなく、『怖い人物』と伝わっている部分にも必ず理由があった」と語っている。
山田は生前「皆さんは『声優』というけど『声優』という商売はないんです」と語り、「『声優業』とは『役者』のする様々な仕事の中の1つである」というスタンスを徹底的に守っていた。山田のもとには「声優になりたい」という者が多く相談にやってきたが、山田は「声優になりたいと思うのならやめなさい。でも、役者になりたいのなら、やってみてもいいかもね」と返答していた。これには「声優業という一部分を目指すだけでは表現者として成功しない」という意味がこめられており、山田の役者としての誇りがうかがえるエピソードである。また、劇団内の新人指導では「声優を目指すな、役者を目指せ。演技は全身でするものだ。それでこそ『声優業』も活きてくるんだ」という言葉が口癖だったという。こういった考えから山田は「声優」という呼称を好まなかったが、声優業そのものに対しては、「役者としての感性が重要視される仕事」として誇りを持っていた。
「声優」という呼称を好まなかったものの、「声優」と言われることに対しては「マスコミが勝手にネーミングしたものだし、何と言われてもぼくの才能や力量が変わるわけではないから平気」と答えていた。ただ、その一方で「でも、セイユーと言われるとスーパーの店員になったみたいだね」と、皮肉を交えて語ることもあった。
声優業で一番難しいのは、絵がなく、声だけで表現するラジオドラマだと発言している。アニメに対しては、上述のような「生身の役者に絶対できないギャグや飛躍」を演じられることは楽しいと語る一方、演じる側からして「（叫びなど）若くて声が出れば誰でもできる」「ある程度はニュアンスとかがなくてもいける」「（叫ぶ、悲しむなど）三つ位の（演技）パターンを持ってればできる」などの理由で、それでは他の役者が育たないこともあり「あまり好きじゃない」と発言しており、別のインタビューでは、下手な芝居にも一定の理解は示しつつ、声優ブームから下手な人物ばかりが起用されることに「アニメの声優には、芝居のうまくない人もいます。これでは偏っています」と苦言を呈し「だから僕は言うんです。『声優になりたいならやめろ。俳優になりたいならやれ』」と語っていた。
絵が完成していない状態でアフレコを行うことは、「録音した台詞と後からニュアンスや長さの違う絵が完成しても、リテイクの時間的余裕はなくそのまま放送される。その場合、演技で恥をかくのは役者である」という理由から嫌っており、「俺達は（無い絵を想像する）推理力を買われて来てるんじゃない。演技力を買われて呼ばれてるんだ」という言葉を残している。実際に『ルパン三世』では、絵が完成していないからという理由でアフレコを中止させ、出演者全員で引き上げたことがある（後述）。また「こんな録音状況が業界でまかり通るようになってしまった責任の一端は、それを許した役者側にもある」とも語っていた。

### 演技
「役者は役になり切るのではなく、役を操るもの」と語っていた。
演技は全て地声で行い、声を作ることはほとんどしなかった。このことに関して山田は「あまり作ると無理が出てくるんです。ニュアンスが消えるようになっちゃう。だからあまり作らない」「同じ人間がやってて（声を）どう変えてもね、絶対に変わるもんじゃないです。もしそれが本当に変わっちゃうんだったら、悪口を言うわけじゃないけど、トーキングマシーンでしょ」と発言している。
アドリブが多いことで有名であった。役を理解すると「ポコポコと自然に出てくる」ため、本番で直観的に思ったことをやってみるスタイルであり、アフレコの場合は採用するかしないかはディレクターに任せていた。ただし、「今お前の言った方が面白いよ。でも俺は何て答えりゃいいの」と言われたこともあり、このことを晩年には「すばらしい仲間に随分迷惑をかけた」と反省している面もあった。
役者について「いい意味で観客を騙す仕事」と話したことがあり、「“騙しの精神”ってのがあるんだよ。オレは演技の根本はそれだと思ってる。客が「こうなってほしい」と思ってると、こうなってあげ、あるいはパッと違うことをやるとかね。そういう精神が好きなんだ」と発言している。
役者業について「好きだということは大切」とした上でプロの場合は才能が必要だと語り、「どんなにいい人、好かれる人でも才能がなきゃダメ。オレたちの仕事は、ちょっとキザに言えば才能と才能のつきあいなんだから――」と述べている。また「芝居というものが人間の生活を描くものである以上、いろんなタイプの役者が必要」との考えを持ち、「役者である以上どんな役でもこなさなきゃ、というのは素人の考え」と語っていた。
自身の演技に関しては「どうとって下さっても構わない」としており、「役者は役の上で表現すればいいのであって、こういう風に演じた、なんて本当は言いたくないし言い訳でしかない」「演劇とは述べるものではなく、演技を皆さんにお見せするもの。教育ではなく娯楽であり、何かを解らせようという姿勢はない」との考えであることを明かしている。

### 待遇改善活動
声優のギャランティの向上などを求めてテレビ局にデモを起こしたことがある。昭和40年代、声優は出演作の再放送分のギャラは支払われず、当時は作品1本につき最高で3万円であったのに対し、山田の仕事仲間の代役を務めた俳優・宇津井健のギャラは45万円だった。このため、山田はこれらを「声優全体の問題」と考え、この問題を解決するべく奮闘したという。結果、山田らの善戦が功を奏して再放送のギャラが認められるようになった。
このことについて、後で知った神谷明は「照れ屋だから絶対に（奮闘する部分を）見せない」と語り、「自分たち後輩を（影で）守ろうとしてくれていた」と述べている。

### お笑い関係
『お笑いスター誕生!!』で司会を担当する等、お笑い界と縁は深かった。このことを山田は「役者として感覚が現代的でなくなることは一番恐ろしい。そのため自然とそういう分野の人と交友関係を求めていると思う」と述べている。
ザ・ドリフターズとは『あなた出番です!』での共演を機に交友があり、山田は「この一連の番組づくりでオレの笑いの感覚は大いに開発された」と語っている。『8時だョ!全員集合』放送初期にはコントの演技指導を行ったり自身も出演したほか、いかりや長介とはプライベートでも杯を交わすなどの交流を行っていた。また、メンバーが『ルパン三世』のアフレコ現場を訪ねたこともあったといい、小林清志は、当時小林の子供も夢中になっていたというドリフのメンバーが山田に丁重に挨拶するのを見て驚いたと語っている。
芸人のおぼん・こぼんは『お笑いスター誕生!!』で10週勝ち抜いたことがきっかけで交流関係が生まれ、特におぼんとは家族ぐるみで付き合うなど親交があった。おぼんは後に「山田さんは人情味にあふれ、頭のきれる人、洒落の好きな人でした」と語り「山田さんの都会的なセンス、間の取り方には学ぶべきものがたくさんあって、ずいぶん盗ませていただいたけど、全部は盗めなかったなあ」と、自身の芸にも影響があったことを明かしている。
『お笑いスター誕生!!』の司会者を長年務めたこともあり、当番組に出場経験のあるダウンタウンやウッチャンナンチャンが出演する『夢で逢えたら』や『ダウンタウンのガキの使いやあらへんで!!』などのバラエティー番組では、ゲストとして登場したこともあった。『夢で逢えたら』では「初心を忘れない」というテーマでトークをした際、浜田雅功から「我々が初心を忘れた場合に喝を入れるようなご意見番・友人になってほしい」と言われ握手を交わしており、山田は「若い友達ができちゃった」と喜んでいた。
ルパン三世役の後任である栗田貫一は、ルパンのものまねをしていたことから山田と親交があり、還暦祝いのゴルフコンペに誘ったり、『ものまね王座決定戦』ではご本人として栗田と共演したこともある。長男で演芸作家の浩康の声が山田とそっくりだといい、山田の没後に一緒に飲んでいた栗田は「コツとか教えるからルパンやってよ」とルパン役の後継を依頼するも、「嫌だよ」と固辞されたと語っている。

### 吹き替え
クリント・イーストウッドの吹き替えは、出世作となった『ローハイド』から死去までほぼ全作品で担当し、死後においても「クリント・イーストウッドといえば山田康雄」といわれている。山田本人は生前「『ローハイド』の頃のイーストウッドはナイーヴな青年といった感じだったけど、その後の彼はどんどん男臭い俳優になったので、軽い僕には合わない」と自分にイーストウッドの吹き替えは合わないことをたびたび語っていたが、『ルーキー』の吹き替え収録時、台本を見た山田がスタジオに来て即座に「これはイーストウッドの台詞じゃない！」とけなしたというエピソードがあるなど誰よりもイーストウッドを理解していたと思われ、本人も収録時にイーストウッドと逢うと「何故かホッとする」と「好き嫌いやキャラクターを突き抜けた何かがある」ことを語っていた。また、山田とイーストウッドは『ローハイド』のキャストが来日した1962年に一度だけ対面しており、その後しばらくは文通をしていたという。
ジャン＝ポール・ベルモンドの吹き替えも数多く担当している。山田は、自身の吹き替えた俳優の中で一番好きなのがベルモンドだとよく言っており、「映画スターにしては芝居がうまいし、彼のやる役柄って、しっくりくるんです。やってて、楽しくってしかたがない」「アテレコをやっていてすごく刺激を受けた人」と語っている。また「ベルモンドとルパンは大体同じ調子でやっている」「ルパンを実写化するなら、出来るのはベルモンドだけだと思う」と語ったことがあるほか、一番思い出深い吹替出演作にベルモンド主演の『あの愛をふたたび』を挙げている。
何度か吹き替えを担当したジェラール・フィリップについては、ベルモンドと共に個人的に好きな役者の一人としている。

## ルパン三世
世間一般には「ルパン三世の山田康雄」として知られていた。また、山田は風貌や振る舞いまでルパンと似ており、常にキャラクターと一心同体のイメージでお茶の間に知られていた例の一つである。
ルパン役の後任である栗田貫一は後に「（アニメの）ルパンは山田さんが作ったもの」「ルパンの8割くらいは、山田さんのそのままの姿なんだと思うんです」と語っている。

### 出会い
山田とルパンの出会いのきっかけは、舞台『日本人のへそ』での役作りに悩んでいた山田が演出家の熊倉に参考として、当時『漫画アクション』に掲載されていた原作の切り抜きを渡されたことだった。
初めは「漫画でアドバイスはないだろう」と思いつつも、読み始めるとたちまち夢中になる。それ以降は毎週『漫画アクション』を買うようになると同時に、作中のルパンの“エッセンス”を自らの役にも盛り込んでいったという。
そして舞台本番、客席にはルパンの声優を探していたおおすみ正秋が偶然いた。山田の演技はおおすみの目に留まり、舞台終了後の山田へ直ちに出演を打診したところ、山田も「やる！」と即答で承諾したという。
山田はこの一連の出来事を後に「宿命的な出逢い」と表現している。

### エピソード
ルパンには非常に強い愛着を持っており、インタビューでは「ルパンに出会えて幸せ」だと定期的に語っていた。
山田はルパンに関して、「自由奔放で信念を持ってないこと」「義賊でないこと」「盗めそうもないものがあると、それが価値のないものであっても全知全能を傾けて盗むような、無目的の目的」が特に気に入っていると発言している。また、生きる姿勢や考え方には「ほぼ相違点はないだろうね。向こうは絵だから、いろんなことを勝手に出来るけど、こっちは社会の中に生きてるから、なかなかそうもいかない」と語っていた。
生前のインタビューで、山田個人としては「いろんな意味で本当の『ルパン三世』に近い」と『TV第1シリーズ』の方が好みだと語っていた。『TV第2シリーズ』には「『俺はルパンだ』で随分通してきたから変な言い方は出来ない」としつつ、視聴率を重視したテレビ局の意向で子供向けになり過ぎたことへは不満を表している。
『ルパン三世 (TV第2シリーズ)』で渡された台本の中に「不二子ちゃん」「ルパン三世」の台詞があり、山田はそれを「ふ〜じこちゃ〜ん」「ルパ〜ンさ〜んせ〜」と独特の抑揚で表現した。以後、これらはルパンの代名詞的な台詞となる。また、山田のアドリブから銭形が「とっつぁん」と呼ばれるようになり、他にも「アララララ…」など独特の節回しやアドリブを多用したことで、ルパンのキャラクターに山田の個性が強く反映されていった。
ルパンと山田のイメージが不可分になってしまったため、舞台でもコソ泥の役ばかりが回ってくるようになったこともあった。また、同一視されてしまうためルパンに対して「ありがたさ50%、迷惑さ70%」と答えたこともある。テレビなどで同一視されている趣旨の発言を受けた際は「じゃあ俺はマンガかあ!?」と返すのが定番だったという。
銭形警部については、ルパンは銭形がいて初めて成立するキャラクターとしており「超一流の泥棒と超一流の警部が追いつ追われつつするうちに、相手の才能を認めあった上で芽生えた奇妙な友情、これなくしてルパン三世は成立しないのです」と語っている。
ルパンの人気の高さについては「人間っていうのは平均的に考えられるものじゃく、いろんな面がある。ルパンもいろんな面を見せ人間っぽさがあるから受けたんだと思う。」と述べており「夢としてあればいいじゃないか。“あんなこと全部できる人がいればいいなぁ”って。それでいいんじゃないの？」と発言していた。
ルパンの役作りは感性の問題といい、原作から感じていたもの、映像の第一印象でひらめいたもののみ大事にして演じていた。また、ルパンは国籍や年齢が不詳という設定上、基本的に「何者か」などは深く考えずに演じていたと述べている。ただし「ルパンだけは『ふざけた人も危機になると真面目になる』ということはやめよう。追いつめられてヤバイときこそオチャラケていよう」という基本線は最初から決めていたという。
銭形役の納谷悟朗は、所属するテアトル・エコーのほぼ同期であり親交があった。多くの作品で共演していたため、ルパンと銭形のやりとりも「ごく自然に呼吸が合った」といい、「互いに老けてヨボヨボになってもルパンと銭形の追いかけっこを続けよう」とよく語り合ったという。また、次元役の小林清志とも趣味のゴルフなどを通じて交友があり、あるゴルフコンペに小林とペアで参加した際は周囲から「ルパンと次元に賞品を盗まれないよう気をつけろ」とからかわれたという。
スタッフとはプライベートでの交流も多く、特に大野雄二とは大野の自宅スタジオに招かれて酒を飲み交わすほどの仲だった（山田のアルバムはすべて大野がプロデュースと音楽を担当している）。また「ただでさえ泥棒って悪いことやってんだから」と、ルパンにはあまり直接的な人殺しをさせないようスタッフに頼んでいたという。
脚本について、起承転結がはっきりして理屈詰めになることは「ルパンにならない」と嫌い、見た後の視聴者に想像の余地を残すような「なげっぱなし」の展開を気に入っていた。
山田は収録でスタジオに入るといつもやる気のないようなことを言っていたが、納谷によると、それはシャイな部分の裏返しや山田なりのシャレであり、収録が始まると全くミスがなかったという。また、収録後の夜には、音響監督の加藤敏のもとへ酔った山田から自身の演技を心配する電話がよくかかったという。
アフレコを、映像が完成していないことから中止させたことがある。「ルパンは絵が完全に仕上がっていなければ録音しないと決めたはずだ。今日はやめだ」と、忽然とした態度でスタジオを後にしたという。納谷悟朗によると、「ただ『やめよう』と言うだけではなく、『ダメだ、出来ないよこんなの。ねぇ悟朗さん、出来ないよね？』と納谷に話を振り、納谷も『うーん、まあなぁ。これなぁ』と同調せざるを得なかったという。納谷によると実際に中止になったのは2回あり、その内の1回に居合わせた松井菜桜子によると、その時動いていなかった絵はワンカットだけだったという。
『ルパン三世 カリオストロの城』はいたく気に入っていた。アフレコの際、宮崎駿から「今回はこれまでと調子を変えて、例えばクリント・イーストウッドのような抑えた声をお願いしたいので宜しく」と注文を受けるが、「ルパンは自分で持っている」という自負心のあった山田は「ルパンはオレに任しときな！今更ごちゃごちゃ言われたくねーよ。ルパンは俺が決めてるンだ」と横柄な態度を見せた。しかし、収録前に映像の試写を見終えた山田は感動し、宮崎に「先程は大変失礼なことを言いまして申し訳ございません。どんな無理な注文でも仰って下さい、何百回でもやり直します」と頭を下げたという。同時期に放送されていた『TV第2シリーズ』に不満のあった山田は当作のルパン像に感動したらしく、公開時には「これが『ルパン三世』という作品の真髄ではないだろうか」と評し宮崎らに賛辞を送っている。
『ルパン三世』は今後も続編が作り続けられると考えていた山田は『ルパン三世 PARTIII』の最終回のアフレコの際、本編収録後にお別れのメッセージの収録を依頼されたところ「『これでお別れだ』なんて言っておいて、どうせまた新しいのをやるんだろ？そんな嘘はつきたくない」とメッセージの収録を拒否してスタジオを後にしたこともあったという。

### 評価
原作者のモンキー・パンチは山田のルパンについて山田の没後、以下のように評している。
モンキーはまた、アニメのルパンを山田との「事実上の“合作”だと思っている」と話したことがあり、自身が描くルパンも山田の声に影響されたという。
1度だけルパンを演じたことがある古川登志夫は、収録時に自分ならではのルパンを演じようとしたにも関わらずうっかり山田の真似をしてしまったといい、「絵を見た途端に、他人にも無意識の内に真似をさせてしまうのは、役者として人間国宝級の凄さ」と語っている。
アニメ開始から1980年代まで多くの脚本を担当した大和屋竺は「あの人（山田）が途中から俄然（）ルパンになっちゃったんですよね」と語り、徐々に山田がルパンを演じることを大前提として皆が脚本を書くようになったため、ルパンというキャラクター自体を山田に似せて書いていた部分があったことを後に明かしている。また、井上真樹夫は山田のルパンについて「特別で演出家がむしろ依存した存在。一般声優の領域ではなかった」と述べており、台詞や絵も山田のテンポを想定して作られてるようになっていったという。
ルパンの収録現場での山田について、増山江威子は「役に没頭していていつもピリピリしていました。人並外れたすごい集中力で、ルパンに対して自分の全てを注ぎこんでいたのじゃないかしら」と語り、その山田の姿勢からいつも緊張感のある現場だったという。だが「だからこそいつもルパンの完成度は高かった」と評しており、井上真樹夫も「人に緊張を強いるところがあった」と述べた上で「みんなピリッとする。それが（『ルパン』が）良い作品になった理由の1つだと思うよ」と話している。
その一方で音響監督の加藤敏によると、ゲスト出演者にはいつも気を配っていたという。『ルパン三世 バビロンの黄金伝説』にゲストで出演した河合奈保子は、アフレコ初挑戦によるプレッシャーから何度もリテイクになり、迷惑をかけた山田に謝罪するが、山田は「いいってことよーっ、気にすんなっ!」と明るく河合をねぎらいながらアドバイスもし、無事に収録を終えることができたという。一方で、山田がベテランにもかかわらず1シーンの収録を終えるたびにメモをとりながら台本を見つめ考えこんだり、台詞を何度も暗唱する真剣な姿を見た河合は、強く胸を打たれたという。
山田本人は、1989年に「口幅ったい言い方をすると、原作を離れて山田康雄のルパンというのが出来あがっちゃっているんだよね。あまりにボクのキャラクターといっしょになっちゃったものだから（中略）もとはモンキー・パンチさんが作ったものなんだけど、ルパンを動かし生かしたのはまさにオレたちなんだから」と語り、今後もルパンを演じることについては「オレがもうだめだ、できないってわかった場合は、『ルパン三世』の新作をつくるってことはやめて欲しいね、テレビ局であれ、映画会社であれ。これは悪いけど、共に老いさらばえて墓の中にもって行かしてもらいたいね。オレには、そういう思いってのがあるよ」という言葉を残している。

### 晩年
1993年、テレビスペシャル第5作『ルパン三世 ルパン暗殺指令』のアフレコの際、山田は休憩時間にとても疲れた様子で自ら申し出たため、途中からは椅子に座って収録する。それまでは役者としてのプライドから座ってのアフレコなどなかったため極めて異例なことであった。
同じ頃、ルパンのCDであり自身のアルバムCDでもある『ルパン三世・Tokyo Transit〜featuring YASUO YAMADA』制作後、大野雄二に「次のアルバム早く作ろうよ。でないと俺死んじゃうよ」とたびたび電話をかけていたという。当時、多忙だった大野は「また冗談言ってるよ」と気にしていなかったが、山田の死後は次のアルバムを作ってやれなかったことが今でも悔やまれることと述べている。また、山田の死の翌年である1996年には「山田さんがいなければルパンじゃない」として、ルパンの音楽担当を一時降板している（1997年から復帰）。
1994年、事実上の遺作となったテレビスペシャル第6作『ルパン三世 燃えよ斬鉄剣』も体調不良を押しての出演となり、椅子に座る形で収録を行った。この時、山田はいつもなら簡単に跨ぐスタジオ扉の約20センチの段差を跨げなかったため、プロデューサーの尾崎穏通は「かなり肉体的に参っているのでは」と感じていたという。
1995年1月、製作および出演が決定していた映画『ルパン三世 くたばれ!ノストラダムス』の予告編を収録。その後、同時期にはルパンがイメージキャラクターとなったエッソ石油のテレビCMを収録した。この時の山田は比較的体調が良くスタッフは安堵していたが、これが山田にとって最後にルパンを演じた作品となり、遺作となった。
その後、山田が昏睡状態に陥り、知らせを受けたモンキー・パンチやレギュラー声優陣は「これでアニメのルパンは終わりだ」と考えた。だが、上述の通り『くたばれ！ ノストラダムス』が製作中でアフレコ直前の段階まで完成していたことから、栗田貫一が同作限りの代役としてルパンを担当、その後、山田の死去を受け栗田が正式にルパン役を引き継ぐことになった。
葬儀の席では、弔辞を担当した納谷悟朗は山田の遺影に向かい、銭形の口調で「おい、ルパン！ これから俺は誰を追い続ければいいんだ！」、「お前が死んだら俺は誰を追いかけりゃいいんだ」と涙ながらに呼びかけた。
『ルパン三世 くたばれ！ ノストラダムス』では、本編終了後のスタッフロールが流れたあとに「永遠のルパン三世 山田康雄さん ありがとう」という追悼のテロップが付け加えられた。

## 出演
※太字は、主役・メインキャラクター。

### テレビアニメ
1964年
- ビッグX

1965年
- スーパージェッター（ジン、ロイス）
- W3

1967年
- 黄金バット（リンゴ技師）
- リボンの騎士

1968年
- 怪物くん
- サスケ（兵馬）

1969年
- 海底少年マリン（クルニオン、カロリー、クランケ、部下、部下B）
- 忍風カムイ外伝（イケズ）

1970年
- ばくはつ五郎（三沢）
- 魔法のマコちゃん

1971年
- アンデルセン物語（ズッコ）
- ふしぎなメルモ（パイロット）
- ルパン三世 (TV第1シリーズ)（1971年 - 1972年、ルパン三世）

1972年
- 正義を愛する者 月光仮面　※第17話
- 天才バカボン（1971年 - 1972年）
- ムーミン（おばけ）

1973年
- 荒野の少年イサム（バカラス、ハッピー）
- 山ねずみロッキーチャック（ジョー、ジミー〈2代目〉）

1974年
- ど根性ガエル
- 星の子チョビン（うさタン）

1975年
- 宇宙の騎士テッカマン（アンドロー梅田）

1976年
- ハックルベリィの冒険（ジム）

1977年
- 野球狂の詩（日の本）
- ルパン三世 (TV第2シリーズ)（1977年 - 1980年、ルパン三世）

1980年
- 坊っちゃん（うらなり）

1983年
- 吾輩は犬である ドン松五郎の生活（ドン松五郎）

1984年
- ルパン三世 PARTIII（1984年 - 1985年、ルパン三世）

1989年
- ルパン三世 バイバイ・リバティー・危機一発!（ルパン三世）

1990年
- ルパン三世 ヘミングウェイ・ペーパーの謎（ルパン三世）

1991年
- ルパン三世 ナポレオンの辞書を奪え（ルパン三世）

1992年
- ルパン三世 ロシアより愛をこめて（ルパン三世）

1993年
- ルパン三世 ルパン暗殺指令（ルパン三世）

1994年
- ルパン三世 燃えよ斬鉄剣（ルパン三世）

### 劇場アニメ
1970年
- 海底3万マイル

1972年
- パンダコパンダ（おまわりさん）

1973年
- パンダコパンダ 雨ふりサーカスの巻（サーカス団員）

1978年
- ルパン三世 ルパンVS複製人間（ルパン三世）

1979年
- ルパン三世 カリオストロの城（ルパン三世）

1982年
- Dr.SLUMP ほよよ! 宇宙大冒険（Dr.マシリト）

1985年
- ルパン三世 バビロンの黄金伝説（ルパン三世）

1990年
- 海だ!船出だ!にこにこぷん（きたん）

1995年
- ルパン三世 くたばれ!ノストラダムス（ルパン三世）※予告編

### 吹き替え

#### 担当俳優
アール・ホリマン
- トコリの橋（1969年、ネスタ―・ギャミッジ）※東京12ch版
- アンツィオ大作戦（1976年、スティムラー軍曹）※NET版

クリストファー・ジョーンズ
- 0011ナポレオン・ソロ（1965年 - 1970年）※日本テレビ版
  - 第91話 『強力スラッシュ新販売』（1969年、グレッグ・マーチン）

- 西部の流れ者 ジェシー・ジェームス（1968年 - 1970年、ジェシー・ジェームズ）※東京12ch版

クリント・イーストウッド
- ローハイド（1959年 - 1965年、ロディ・イェーツ）※NET版
- マンハッタン無宿（1972年、クーガン）※フジテレビ版
- 夕陽のガンマン（1973年、名無しの男〈モンコ〉）※NET版
- 続・夕陽のガンマン（1973年、ジョー(ブロンディ)）※NET版
- 荒鷲の要塞（1975年、モリス・シェイファー中尉）※日本テレビ旧版
- 奴らを高く吊るせ!（1975年、ジェド・クーパー）※NET版
- 恐怖のメロディ（1975年、デイブ）※日本テレビ版
- シノーラ（1975年、ジョー・キッド）※日本テレビ版
- 白い肌の異常な夜（1975年、ジョン・マクバニー）※日本テレビ版
- 荒野のストレンジャー（1976年、流れ者）※NET版
- 真昼の死闘（1976年、ホーガン）※NET版
- 荒野の用心棒（1976年、名無しの男(ジョー)）※TBS版
- 華やかな魔女たち（1977年、カルロ）※TBS版
- 戦略大作戦（1977年、ケリー二等兵）※フジテレビ版
- ダーティハリーシリーズ（ハリー・キャラハン）
  - ダーティハリー（1978年）※テレビ朝日版
  - ダーティハリー2（1979年）※フジテレビ版
  - ダーティハリー3（1983年）※テレビ朝日版
  - ダーティハリー4（1986年）※TBS版
  - ダーティハリー2（1987年）※テレビ朝日版
  - ダーティハリー5（1990年）※TBS版

- サンダーボルト（1978年、サンダーボルト）※TBS版
- アイガー・サンクション（1978年、ジョナサン・ヘムロック）※フジテレビ版
- 荒鷲の要塞（1979年、モリス・シェイファー中尉）※日本テレビ新版
- 荒野の用心棒（1979年、名無しの男(ジョー)）※テレビ朝日版
- アウトロー（1981年、ジョージー・ウェールズ）※TBS版
- ダーティファイターシリーズ（1983年 - 1985年、ファイロ・ベドー）
  - ダーティファイター（1983年）※日本テレビ版
  - ダーティファイター 燃えよ鉄拳（1985年）※テレビ朝日版

- ガントレット（1983年、ベン・ショックリー）※フジテレビ版
- アルカトラズからの脱出（1983年、フランク・モリス）※テレビ朝日版
- マンハッタン無宿（1984年、クーガン）※日本テレビ版
- ブロンコ・ビリー（1985年、ブロンコ・ビリー）※テレビ朝日版
- 白い肌の異常な夜（1985年、ジョン・マクバニー）※テレビ東京版
- ファイヤーフォックス（1985年、ミッチェル・ガント）※テレビ朝日版
- 荒野のストレンジャー（1985年、流れ者）※日本テレビ版
- アウトロー （1986年、ジョージー・ウェールズ）※テレビ朝日版
- シティヒート（1988年、スピア警部）※フジテレビ版
- ハートブレイク・リッジ 勝利の戦場（1988年、トム・ハイウェイ軍曹）※TBS版
- タイトロープ（1989年、ウェス・ブロック）※フジテレビ版
- ペイルライダー（1989年、ガブリエル）※TBS版
- ピンク・キャデラック（1990年、トム・ノワック）※ソフト版
- ファイヤーフォックス（1990年、ミッチェル・ガント）※TBS版
- ホワイトハンター ブラックハート（1991年、ジョン・ウィルソン）※ソフト版
- ルーキー（1991年、ニック・パロヴスキー）※ソフト版
- ピンク・キャデラック（1992年、トム・ノワック）※TBS版
- シティヒート（1992年、スピア警部）※テレビ朝日版
- ルーキー（1993年、ニック・パロヴスキー）※TBS版
- 許されざる者（1993年、ウィリアム・マニー）※ソフト版
- タイトロープ（1994年、ウェス・ブロック）※テレビ朝日版
- ザ・シークレット・サービス（1994年、フランク・モーガン）※ソフト版
- パーフェクト・ワールド（1994年、レッド・ガーネット）※ソフト版
- ハートブレイク・リッジ勝利の戦場（1995年、トム・ハイウェイ）※テレビ朝日版

グレアム・チャップマン
- 空飛ぶモンティ・パイソン（1976年 - 1977年、本人）※東京12ch版
- モンティ・パイソン・アンド・ホーリー・グレイル（1979年、本人）※劇場公開版
- モンティ・パイソン・アンド・ナウ（1986年、本人）※ソフト版
- モンティ・パイソン・ライフ・オブ・ブライアン（不明、ブライアン）

ジェラール・フィリップ
- 戦いの鐘は高らかに（1967年、ティル）※関西テレビ版
- 奥様ご用心（1972年、オクターブ）※フジテレビ版

ジャン＝ポール・ベルモンド
- 勝負をつけろ（1972年、ロベルト・ラ・ロッカ）※NET版
- ふたりの女（1972年、ミシェル）※NET版
- リオの男（1973年、アドリアン・デュフルケ）※NET版
- ボルサリーノ（1975年、フランソワ・カペラ）※フジテレビ版
- パリは燃えているか（1975年、イヴォン・モランダ）※日本テレビ版
- リオの男（1976年、アドリアン・デュフルケ）※TBS版
- 暗くなるまでこの恋を（1976年、ルイ・マエ）※TBS版
- おかしなおかしな大冒険（1977年、ボブ/メルラン）※フジテレビ版
- あの愛をふたたび（1977年、アンリ）※TBS版
- コニャックの男（1977年、ニコラ・フィリベール）※テレビ朝日版
- ジャン＝ポール・ベルモンドの交換結婚（1978年、ポール・シメイ）※TBS版
- 薔薇のスタビスキー（1980年、スタビスキー）※テレビ朝日版
- ボルサリーノ（1983年、フランソワ・カペラ）※テレビ朝日版
- 大盗賊（1984年、カルトーシュ）※ソフト版

トニー・ロビアンコ
- フレンチ・コネクション（1974年、サルバトーレ・ボカ）※フジテレビ版
- 重犯罪特捜班/ザ・セブン・アップス（1976年、ビトー）※TBS版
- 重犯罪特捜班/ザ・セブン・アップス（1980年、ピート）※テレビ朝日版

ハリー・ケリー・ジュニア
- 三人の名付親（1969年、キッド）※NET旧版
- 三人の名付親（1974年、キッド）※NET新版

ピーター・フォンダ
- イージー・ライダー（1974年、ワイアット）※NET版
- ワイルド・エンジェル（1975年、ヘブンリー・ブルース）※TBS版
- さすらいのカウボーイ（1977年、ハリー）※日本テレビ版
- ダーティハンター（1978年、ケン）※TBS版
- 悪魔の追跡（1978年、ロジャー）※TBS版
- ダイヤモンドの犬たち（1979年、マイク・ブラッドリー）※テレビ朝日版
- 怒りの山河（1980年、トム・ハンター）※TBS版
- アウトローブルース（1981年、ボビー）※TBS版
- ハイローリング（1984年、レーン）※テレビ東京版

ブラッドフォード・ディルマン
- 刑事コロンボ ※NHK版
  - 第11話『悪の温室』（1974年、トニー・グッドウィン）

- 浴槽に消えた女（1977年、ジョナサン・フィールズ）※NET版

ブルース・ダーン
- 逃亡者（1964年 - 1967年）※TBS版
  - 第102話『悪魔の弟子』（1967年、ハッチ）

- 夕陽に立つ保安官（1975年、ジョー・ダンビー）※NET版
- マシンガン・パニック（1978年、レオ・ラーソン）※テレビ朝日版
- ファミリー・プロット（1980年、ジョージ・ラムレイ）※TBS版
- 名犬ウォン・トン・トン（1980年、グレイソン・ポトチャック）※テレビ朝日版
- 明日なき追撃（1981年、ジャック・ストロホーン）※テレビ朝日版

メル・ファーラー
- 陽はまた昇る（1970年、コーン）※NET版
- 求婚専科（1970年、ルディ）※NET版

ロディ・マクドウォール
- バットマン（1966年 - 1967年）※フジテレビ版
  - 第30話『秀才の為に鐘は鳴る』（1966年、本の虫）

- インベーダー（1967年 - 1968年）※NET版
  - 第2話『死を呼ぶ証拠』（1967年、ロイド・リンドストローム）

- 第三の日（1970年、オリバー）※NET版
- ザ・スパイ（1971年、アダムス）※NET版
- 猿の惑星シリーズ（1973年 - 1975年、コーネリアス）
  - 猿の惑星（1973年）※TBS版
  - 新・猿の惑星（1975年）※TBS版

- 四次元への招待 ※NET版
  - 第1話『復讐の絵画』（1972年、ジェレミー・エヴァンス）

- ロイ・ビーン（1981年、フランク・ガス）※フジテレビ版

#### 映画
時期不明
- たそがれの恋（アル〈ダン・デュリエ〉）

1964年
- デンヴァーの狼（サム・メイヒュー〈スキップ・ホメイヤー〉）※日本テレビ版

1965年
- 屋根（ナターレ〈ジョルジョ・リストッツィ〉）※フジテレビ版

1966年
- 見知らぬ乗客（ブルーノ・アントニー〈ロバート・ウォーカー〉）※NET版
- カレードマン大胆不敵（バーニィ、〈ウォーレン・ベイティ〉）
- 殺人ゲーム（ボブ、〈ミシェル・デュショソワ〉）

1969年
- 帰らざる河（ハリー・ウェストン〈ロリー・カルホーン〉）※NET版
- 汚れなき瞳（アーサー・ブレイキー〈アラン・ベイツ〉）※NHK版
- 禁断の惑星（ジェリー・ファーマン大尉〈ジャック・ケリー〉）※NET版
- サハラ戦車隊（ジミー・ドイル〈ダン・デュリエ〉）※NET版
- 必死の逃亡者（ハル・グリフィン〈デューイ・マーティン〉）※NHK版
- 夜を楽しく（ジョナサン・フォーブス〈トニー・ランドール〉）※NET版
- 黙って抱いて（ルルー〈アラン・ドロン〉）※東京12ch版
- 太ももに蝶（ハロルド、〈ピーター・セラーズ〉）※TBS版

1970年
- 闘将スパルタカス（ヴェティアス〈ジャック・セルナス〉）※NET版

1971年
- 魚が出てきた日（ナビゲーター〈トム・コートネイ〉）※TBS版
- 望郷（スリマン〈リュカ・グリドゥー〉）※フジテレビ版
- 上と下（ウェズレー〈ダニエル・マッセイ〉）※TBS版
- テラー博士の恐怖（ボブ〈ドナルド・サザーランド〉）※フジテレビ版
- わらの女 ※NET版
- 山猫（カヴリアーギ伯爵〈テレンス・ヒル〉）※NET版

1972年
- 633爆撃隊（スコット〈ジョン・ボニー〉）※NET版
- ダンディー少佐（グレアム中尉〈ジム・ハットン〉）※TBS版
- 長い灰色の線 ※NET版

1973年
- 野獣暁に死す（コルト・モラン〈ウィリアム・バーガー〉）※TBS版
- かわいい毒草（デニス・ピット〈アンソニー・パーキンス〉）※NET版
- 探偵物語（チャーリー・ゲニーニ〈ジョセフ・ワイズマン〉）※フジテレビ版
- クルーゾー警部（クライド・ハーグリーヴス〈クライヴ・フランシス〉）※NET版
- スリ（ミシェル〈マルタン・ラサール〉）※？版
- ゴルゴ13（アマン・ジャフアリ〈モセネ・ソーラビイ〉）

1974年
- 空中大脱走（ブレヴィック〈ルネ・オーベルジョノワ〉）※フジテレビ版
- 続・猿の惑星（コーネリアス〈デヴィッド・ワトソン〉）※TBS版

1975年
- 遥か群衆を離れて（フランク・トロイ〈テレンス・スタンプ〉）※NET版
- パーティー（フルンディ・V・バクシ〈ピーター・セラーズ〉）※NET版
- 地球爆破作戦（ドクター・ファビン〈エリック・ブレーデン〉）※NET版
- 重戦車総攻撃（ガスリー〈ジョナサン・デイリー〉）※NET版
- 悪い奴ほど手が白い（パオロ・ラウラーナ教授〈ジャン・マリア・ヴォロンテ〉）※NET版
- わらの犬（ノーマン・スカット〈ケン・ハッチソン〉）※日本テレビ版

1976年
- ラスト・ラン/殺しの一匹狼（ポール・リッカード〈トニー・ムサンテ〉）※東京12ch版
- 続・荒野の七人（ヴァン〈ロバート・フラー〉）※TBS版

1977年
- パニック・イン・SST/デス・フライト（バーノン〈バート・コンヴィ〉）※日本テレビ版

1978年
- 真説西部英雄伝（ビル・コーディ〈マット・クラーク〉）※NHK版

1981年
- 冒険喜劇 大出世（ピエール〈ピエール・リシャール〉）※TBS版
- マペットの夢みるハリウッド（カーミット〈ジム・ヘンソン〉）※LD版

1982年
- ナヴァロンの嵐（ミラー曹長〈エドワード・フォックス〉）※フジテレビ版
- カリフォルニア〜ジェンマの復讐の用心棒（カリフォルニア〈ジュリアーノ・ジェンマ〉）※TBS版

1987年
- クロコダイル・ダンディー（マイケル・J・"クロコダイル"・ダンディー〈ポール・ホーガン〉）※機内上映版

#### ドラマ
1957年
- ヒッチコック劇場 ※日本テレビ版 
  - 第2話『予感』（デーブ〈ディック・サージェント〉）

1960年
- 風雲クロンダイク（1960年 - 1961年、マイク・ハリディ〈ラルフ・テージャー〉）※日本テレビ版

1961年
- アンタッチャブル ※NET版 
  - 第6話『狂犬』（ヴィンセント・コール〈クルー・ギャラガー〉）

1962年
- アンタッチャブル ※NET版 
  - 第75話『死を招く愛情』（レオ・メンケン〈ロバート・ロッジア〉）
  - 第111話『栄光に背く者』（ジャクソン・エミット・パーカー〈ロバート・レッドフォード〉）

- ママと7人のこどもたち（1962年 - 1963年、ダーク〈ダーク・ランボー〉）※NHK版 
- コンバット!（1962年 -1967年、ケーリ上等兵〈ピエール・ジャルバート〉 ）※TBS版

1963年
- 壮烈！西部遊撃隊（1963年 - 1964年、ランドン・タウン少尉〈ドン・バーネット〉）※フジテレビ版

1964年
- ジェミーの冒険旅行（サーディアス〈ダン・オハーリー〉）※フジテレビ版
- アウター・リミッツ ※NET版 
  - 第11話『人喰い雲』（ジョーイ・ピータース〈スコット・マーロウ〉）

- 逃亡者 ※TBS版 
  - 第14話『誘惑』（ポール・クレメンツ〈エド・ネルソン〉）

1966年
- アウター・リミッツ ※日本テレビ版 
  - 第36話『ウルトラ人間』（ブランチ警部補〈ジェームズ・ドゥーアン〉）

- 逃亡者 ※TBS版 
  - 第96話『汝、殺すなかれ』（ピート・エドワーズ〈トム・スケリット〉）

- ジェリコ（ニック・ゲイジ〈ジョン・レイトン〉）※NET版
- スパイ大作戦 ※フジテレビ版 
  - 第15話『ヒトラーの遺産を奪取せよ』（ポール・ヴォン・シュネール〈クロード・ウールマン〉）

1968年
- ザ・ハイシャパラル（マノリート〈ヘンリー・ダロウ〉）※東京12ch版

1969年
- プリズナーNo.6 ※NHK版
  - 第14話『悪夢のような』（キッド/No8〈アレクシス・カナー〉）

- 0011ナポレオン・ソロ ※日本テレビ版 
  - 第85話『ローマの出来事』（グワルディア伯爵〈チェザーレ・ダノーヴァ〉）
  - 第99話『アンクル進学教室』（ジョン・セイムズ〈クリス・ロビンソン〉）

1970年
- スパイ大作戦 ※フジテレビ版 ** 第55話、56話 『奇跡のカムバック』（ボビー〈ロバート・コンラッド〉）

1971年
- インターン（サム・マーシュ〈マイク・ファレル〉）※TBS版

1972年
- プロテクター電光石火 ※日本テレビ版 
  - 第19話『死体の用心棒』（アラン・メイソン〈マニング・レッドウッド〉）

- スパイ大作戦 ※フジテレビ版 
  - 第84話『自爆』（ペドロ・サンチェス〈デイビッド・サンチェス〉）
  - 第85話『海の底で口を割れ』（軍曹〈ジーン・ダイバー〉）
  - 第86話『黒いファイル』（フリン〈ルーカス・ホワイト〉）
  - 第87話『ロボット』（警官〈リチャード・アンダース〉）

1973年
- スパイ大作戦 ※フジテレビ版 
  - 第95話『小型謀略工作員』（サンチェス〈トーマス・ジース〉）
  - 第97話『血の粛清』（ステファン・ザーラ〈ジェフ・ポメランツ〉）
  - 第102話『空中のゲリラ』（クレイ〈ラルフ・ベンチュラ〉）

** 第149話『陸軍給与を奪回せよ』（ダグ・スタンフォード〈バート・コンヴィ〉） 
-   - 第150話『対決!ハスラーの決戦』（プレス）

1975年
- 警部マクロード ※NHK版
  - 第20話『マンハッタンを盗んだギャング』（ラリー・ハリス〈ラリー・ハグマン〉）

1976年
- 作家探偵ジェイソン・キング（ジェイソン・キング〈ピーター・ウィンガード〉）※日本テレビ版

1977年
- 地上最強の美女バイオニック・ジェミー ※日本テレビ版
  - 第10話『砂漠に舞う世界一の高価なスーツ』（ジョン・マロリー〈ゲイリー・コリンズ〉）

- オーソン・ウェルズ劇場 ※NET版 
  - 第18話『恐怖の力』（ジャック・スタンリー〈ドン・マレー〉）

- チャーリーズ・エンジェル ※日本テレビ版 
  - 第3話『絞殺魔!華麗なるファッション』（アレック・ウィット〈ウィリアム・ベックリー〉）
  - 第57話『密室の金塊』（カール〈ボー・スヴェンソン〉）

#### 海外人形劇
- キャプテン・スカーレット ホワイト大佐を守れ!（エンサイン・ソーメス）
- サンダーバード（スリム）
- マペット・ショー（カーミット）

#### アニメ
- きつねと猟犬（ディンキー）
- 西遊記 孫悟空対白骨婦人（孫悟空）
- ビアンカの大冒険（バーナード）※劇場公開版
- ビアンカの大冒険 ゴールデン・イーグルを救え!（バーナード）※ブエナ・ビスタ版
- 101匹わんちゃん（ホーレス）※再公開版／ブエナ・ビスタ版
- ピノキオ（J・ワシントン・ファウルフェロー）※再公開版／ブエナ・ビスタ版
- ふしぎの国のアリス（チェシャ猫）※劇場公開版
- プーさんとはちみつ（プー）※劇場公開版
- ワンス・アポン・ア・スタジオ -100年の思い出-（バーナード）※ライブラリ出演

### 人形劇
- こどもにんぎょう劇場「さるとかに」（猿）
- シンデレラ5（タウタウ）
- ネコジャラ市の11人（シケン・カーン）
- ブンブンたいむ（つねきち）

### ゲーム
- PCエンジン
  - 『コブラ 黒竜王の伝説』（コブラ）
  - 『コブラII 伝説の男』（コブラ）
- FM-TOWNS
  - 『ルパン三世-香港の魔手』（ルパン三世）
- プレイステーション
  - 『ルパン三世 カリオストロの城 -再会-』（ルパン三世）※ライブラリ出演
- セガサターン
  - 『ルパン三世 ザ・マスターファイル』（ルパン三世）※ライブラリ出演
  - 『ルパン三世クロニクル』（ルパン三世）※ライブラリ出演
- アーケードゲーム
  - 『ルパン三世 THE SHOOTING』（ルパン三世）※ライブラリ出演

### 特撮
- ウルトラセブン（第14・15話のマービン・ウェップの声）
- 緊急指令10-4・10-10（第1・2話の予告編ナレーター）
- 光速エスパー 第22・23話（先生）
- 突撃! ヒューマン!!（ナレーター）

### CM
特筆が無い限りナレーションでの出演。

#### ラジオ
- 東京トヨペット（1980年代 - 1995年）
- 京都トヨペット ※ルパン三世役での出演が多い。
- パンサー - スポーツシューズ
- サンシャインシティ アルパ専門店街
- スタンレー電気 - カークリーナー

#### テレビ
- ブルマァク - ウルトラマンレオ玩具
- 二子玉川園 - ウルトラマンタロウ怪獣まつり（1973年）※タロウDVD特典映像に収録
- AGF - テレパッチ
- 日本盛（1978年）※山村聰、内海賢二、生田悦子 とともに顔出しで出演
- オリエント時計 - デジタル三世 ※ルパン三世役で出演
- ツクダオリジナル - フィンガーポップ ※ルパン三世役で出演
- ポピー - ルパン三世モンキーポーズ ※ルパン三世役で出演
- サントリー - ペプシコーラ ※ルパン三世役で出演
- 丸美屋 - ルパン三世ふりかけ ※ルパン三世役で出演
- トヨタ・タウンエーストラック（1979年）※ルパン三世役で出演
- 三菱電機 - 三菱石油ガス化ファンヒーター 暖ファン（1980年）※ルパン三世役で出演
- カバヤ - ビッグワンガム
- 一正蒲鉾
- ロッテ - バブアップ
- ゼブラ - シャープペンシル
- リンナイ - ガステーブル
- アキレスシューズ
- ヨコハマタイヤ
- カプコン ファミリーコンピュータソフト
  - 魔界村
  - 戦場の狼
  - 闘いの挽歌
  - 魔界島
- ミスターイトウ - バタークッキー
- ロッテリア ※ルパン三世役で出演
- LPガス安全委員会
- ドール・フード・カンパニー - 100%ジュース
- 本厚木ミロード
- 宮島ボート
- 雪印 あつあつハンバーグ、大予言
- 玉姫殿
- ヨークベニマル
- サントリーフーズ - デカビタC（1993年）
- エクソンモービル ESSO石油（1995年）※ルパン三世役で出演

### 舞台
- 男の中の男（1958年8月上演、初の舞台出演作）
- リリオム（1958年）
- どん底（1958年）
- 新ハムレット（1960年）
- ミラノを見て死ね（1960年）
- リリオム（1960年）
- 真夏の夜の夢（1961年）
- 平家物語（1962年）
- 四人の隊長の恋（1964年）
- 青年が皆死ぬ時（1965年）
- オレンジ色の罪状（1966年）
- 海賊（1966年）
- カチカチ山（1967年）
- 赤ちゃん今晩は（1968年）
- 日本人のへそ（1969年）
- 表裏源内蛙合戦（1970年、表の平賀源内）[136]
- 11ぴきのねこ（1971年[137]、1973年、にゃん十一[138]）
- 道元の冒険（1971年）
- マリリンモンロー（1972年）
- 珍約聖書（1973年）
- それからのブンとフン（1975年）
- 法界坊悪行極楽（1976年）
- みにくいあひるのこ（1976年）
- ノーセックス・プリーズ（1977年）
- ホームドラマ（1978年4月上演、最後の舞台出演作）
- 二番街の囚人（1980年、声の出演）
- サンシャイン・ボーイズ（1984年、声の出演）※2002年の再演時にもこの時の声が使用されライブラリ出演

### テレビドラマ
NHK
- 怪人オヨヨ 少年ドラマシリーズ - ディレクター
- 風と雲と虹と - 小一条院の家司
- 雲のじゅうたん - ヤクザ

日本テレビ系
- プロファイター - 殺し屋
- 姿三四郎（1970年）
- 気まぐれ天使
- 気まぐれ本格派（1977年　第15話「男だったらやってみろ」） - 全日本テレビ・ディレクター
- 飛び出せ!青春 - 次回予告ナレーション ※第25話では顔出しでも出演
- われら青春! - 次回予告ナレーション
- 俺たちは天使だ! - 次回予告ナレーション
- オレの愛妻物語（1978年 第6話） - キャバレーの客
- 熱中時代（第23話） - テレビ局員
- 熱中時代・刑事編（第1話） - 酔っ払い
- 熱中時代 教師編II（第19話） - 中年男
- 俺はおまわり君
- 新・熱中時代宣言

TBS系
- ありちゃんのおかっぱ侍
- おんなは一生懸命（第十三回） - 司会者
- 七人の刑事
- 恋愛術入門

フジテレビ系
- 赤いすずらん
- 江戸の旋風（第39話） - 長次
- これが真実だ（第24回 懲罰召集）
- 夜に頬よせ

テレビ朝日（NET）系
- 特別機動捜査隊（1967年、第281話） - 次郎、（1976年、第752話「我が輩は犬である」） - サン吉の声
- 紅つばめお雪 第11話「ちびが、なこうど」（1970年） - 尾花陣九郎

朝日放送系
- 天皇の世紀（1971年、第5話） - 河野公誠

テレビ東京系
- レッツ・ゴー ミュンヘン!

### テレビ番組
NHK
- ものしり博士

日本テレビ系
- ムシムシ大行進（語り手）
- あなた出番です!（ナレーション）
- ダウンタウンのガキの使いやあらへんで
- お笑いスター誕生!!（司会）
- TVジョッキー 珍人集合（絶壁頭やエラ張り顔など身体的特徴を競う回のナレーション）
- ワールドクイズ ザ・びっくり地球人!（ナレーション）

フジテレビ系
- 森田一義アワー 笑っていいとも!
- 夢で逢えたら（テレビディレクター）
- ダウンタウンのごっつええ感じ

テレビ朝日系
- 徹子の部屋（1979年7月25日）
- 霊感ヤマカン第六感

TBS
- 8時だョ！全員集合 第314回（1976年4月3日、前半コントにゲスト出演）

テレビ東京
- 独占!スター生情報（司会）

### 映画
- 脱衣室の殺人（1958年、新東宝） - 片森功
- 恋の大冒険（1970年、東宝） - アテレコの人
- セックスドキュメント 金髪コールガール（1973年、東映） - ナレーター

### 楽曲・アルバム
- せ・しゃれまん
- Love Chaser - 映画「Dr.SLUMP ほよよ! 宇宙大冒険」劇中歌（Dr.マシリト）
- まるで世界（みんなのうた）
- キッチュのラジオ大魔術団（リチャード）
- ルパン三世 テーマ・コレクション（「ルパン三世'92〜スペシャル・メドレー・ミックス〜」ルパン三世役としてナレーション）
- ルパン三世 聖夜泥棒（ルパン三世役として声の出演）
- ルパン三世 トウキョウトランジット フィーチャリング ヤスオ・ヤマダ

### レコード
- THE STORY OF THE STAR WARS（グランド・モフ・ウィルハフ・ターキン）

### ラジオ
- 若いこだま（NHKラジオ第1）
- ラジオドラマ『西遊妖猿伝』（NHK-FM） - 講釈師
  - ラジオドラマ『続・西遊妖猿伝』（NHK-FM） - 講釈師
- ラジオドラマ版『マカロニほうれん荘』（1978年、TBSラジオ） - 膝方歳三
- NHK連続ラジオ小説『空のトラック野郎』（1979年、NHKラジオ第1）
- ルパンにまかせろ（1978年 - 1979年、ラジオ関東） - パーソナリティ
- 芸能ダイヤル（NHKラジオ第1）
- セレクテッド・アーチスト80（ケイ・アンナと共にDJ）FM東京
- 千夜一夜物語（四国放送）川浪葉子と担当

### 追悼本
- ルパン三世よ永遠に-山田康雄メモリアル-

### 執筆
- ルパンのつぶやき - 『アニメージュ』の1979年1月号から11月号まで連載された全11回のエッセイ。見開き2ページ。モンキー・パンチのイラストが載る回もあった。

## 代役・後任
山田の没後、生前に担当していた役を引き継いだ人物は以下の通り。
| 後任・代役 | キャラクター名                     | 概要作品                             | 後任・代役の初担当作品                 |
| ---------- | ---------------------------------- | ------------------------------------ | -------------------------------------- |
| 栗田貫一   | ルパン三世                         | 『ルパン三世』シリーズ               | 『ルパン三世 くたばれ!ノストラダムス』 |
| 栗田貫一   | 出演者紹介ナレーション             | 「お笑いスター誕生!!」               | 「24時間テレビ」内 復活版              |
| 野沢那智   | アンドロー梅田                     | 『宇宙の騎士テッカマン』             | 『タツノコファイト』                   |
| 野沢那智   | クリント・イーストウッドの吹き替え | 「日曜洋画劇場」                     | 『ザ・シークレット・サービス』         |
| 小林清志   | クリント・イーストウッドの吹き替え | ワーナー・ブラザース配給の映像ソフト | 『トゥルー・クライム』                 |
| 安原義人   | バーナード                         | 「ビアンカの大冒険 シリーズ」        | 『ビアンカの大冒険』                   |
| 安原義人   | グレアム・チャップマンの吹き替え   | 『モンティ・パイソン』               | 『モンティ・パイソンのHoly Grail』     |
| 秋元羊介   | ボビー                             | 『スパイ大作戦』                     | シーズン3 追加録音分                   |
| 家中宏     | アレック・ウィット                 | 『チャーリーズ・エンジェル』         | 追加録音分                             |
| 多田野曜平 | ワイアット                         | 『イージー・ライダー』               | 追加録音分                             |
| 多田野曜平 | クリント・イーストウッドの吹き替え | 『夕陽のガンマン』NETテレビ版        | 追加録音分                             |
| 多田野曜平 | コーネリアス                       | 『猿の惑星』シリーズ                 | 追加録音分                             |